# Parallelia proxima
Parallelia proxima är en fjärilsart som beskrevs av George Francis Hampson 1902. Parallelia proxima ingår i släktet Parallelia och familjen nattflyn. Inga underarter finns listade i Catalogue of Life.